# Xã Brimer, Quận Barnes, Bắc Dakota
Xã Brimer (tiếng Anh: Brimer Township) là một xã thuộc quận Barnes, tiểu bang Bắc Dakota, Hoa Kỳ. Năm 2010, dân số của xã này là 59 người.